# Karl Culmann
Karl Culmann (Bad Bergzabern, 10 de julho de 1821 — Zurique, 9 de dezembro de 1881) foi um engenheiro civil alemão.
Foi professor no Instituto Federal de Tecnologia de Zurique e autor do livro Die graphische Statik.

## Vida
Filho de um religioso, cedo demonstrou interesse pela matemática, frequentando a escola em Wissembourg e depois a escola profissionalizante em Kaiserslautern. Em 1841 completou os estudos de engenharia na Universidade de Karlsruhe. Trabalhou então na construção de estradas de ferro.
Em 1855 foi professor de engenharia no Instituto Federal de Tecnologia de Zurique. em 1880 recebeu o títilo de doutor honoris causa da Universidade de Zurique.
Sua obra principal, o livro Die graphische Statik, foi publicada em 1866. Culmann desenvolveu métodos gráficos, a fim de calcular os esforços em estruturas de aço. Os métodos gráficos por ele desenvolvidos foram muito uilizados na época. Entre seus alunos destaca-se Maurice Koechlin, um dos construtores da Torre Eiffel.

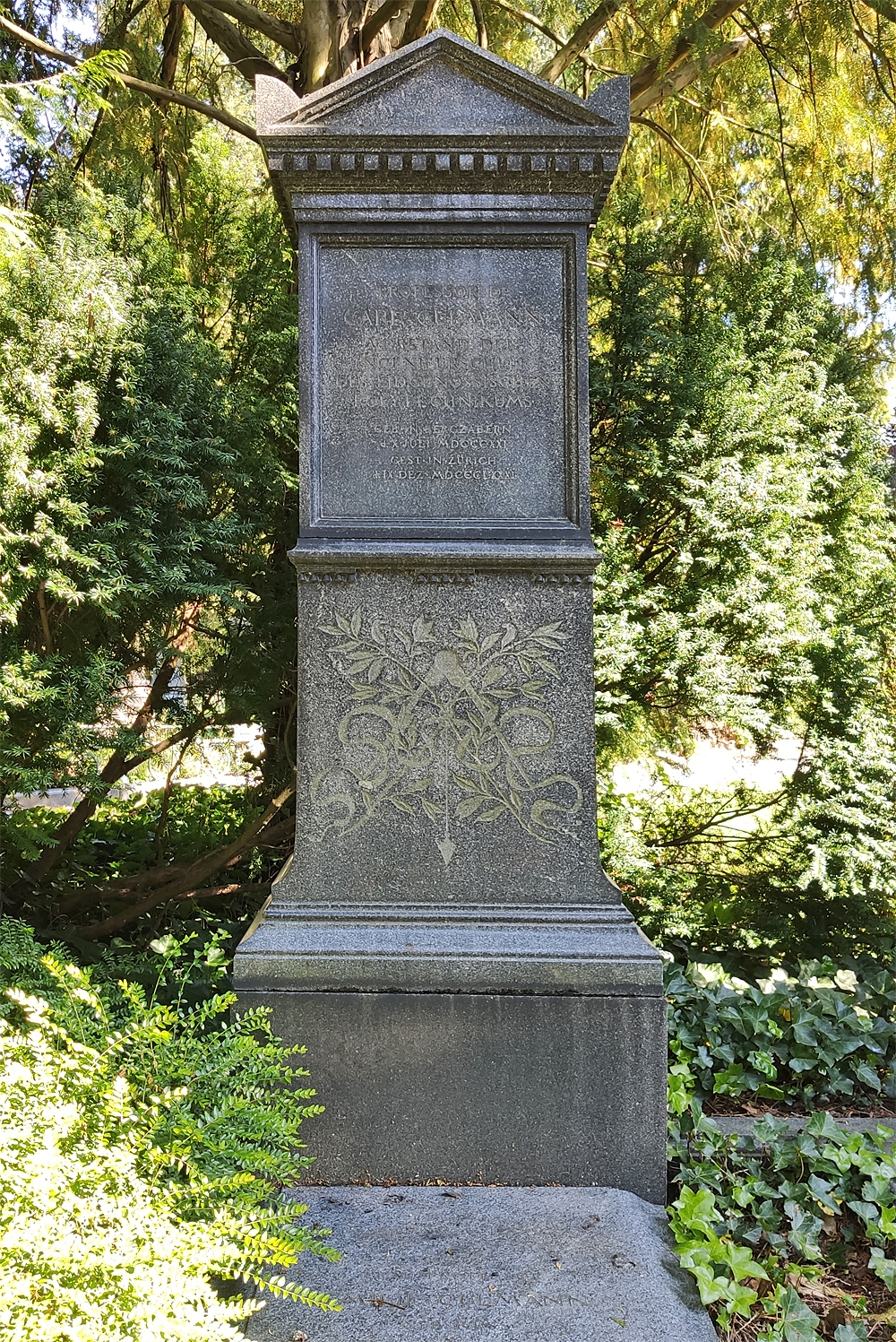
Sepultura de Karl Culmanns no Friedhof Sihlfeld em Zurique

Falecido em decorrência de uma pneumonia, sua sepultura está localizada no Friedhof Sihlfeld.